# Västerås Sinfonietta
Västerås Sinfonietta är en orkester inom Västmanlandsmusiken. Orkesterns huvudmän är staten, Västerås stad och Västmanlands läns landsting. Orkesterns hemmaarena är Västerås Konserthus. 
Sedan 2017 är Simon Crawford-Phillips chefsdirigent och konstnärlig rådgivare.
Orkestern i övrigt består av 33 musiker anställda på 75 %, orkesterchef, inspicient samt not- och publikansvarig.